# Sphagemacrurus gibber
Sphagemacrurus gibber är en fiskart som först beskrevs av Gilbert och Cramer, 1897.  Sphagemacrurus gibber ingår i släktet Sphagemacrurus och familjen skolästfiskar. IUCN kategoriserar arten globalt som otillräckligt studerad. Inga underarter finns listade i Catalogue of Life.